# Фороска чешма
Фороската чешма (на гръцки: Κρήνη του Φόρου) е чешма в южномакедонския град Негуш, Гърция, обявена за паметник на културата.
Чешмата се намира на площад „Форос“ (πλατεία του Φόρου) в едноименната негушка махала. Чешмата е каменна с един чучур. В средата има 14-лъчево слънце, отстрани два пиластра с капители, поддържащи свод.
В 2002 година площадът и чешмата са обявени за паметник на културата.